# Dick Hoogendorp
Dick Hoogendorp (24 januari 1949 – 11 september 2016) was een Nederlandse voetballer en voetbaltrainer.
Hoogendorp maakte tussen 1967 en 1969 deel uit van de selectie van de Haagse profclub Holland Sport, maar kreeg onder trainer Cor van der Hart geen speeltijd. Als speler van VUC, destijds uitkomend op het hoogste amateurniveau, verkaste Hoogendorp in 1972 samen met Rob Baan, toenmalig assistent-trainer van FC Den Haag, vanuit Den Haag naar FC VVV waar Baan zojuist was aangesteld als nieuwe hoofdtrainer. Hoogendorp maakte er op 3 maart 1973 zijn debuut in het eerste elftal, tijdens een thuiswedstrijd tegen SC Cambuur (1-2). In zijn tweede seizoen bij de Venlose eerstedivisionist kwam de linksbuiten niet meer aan spelen toe. Hij vertrok naar de amateurs van SC Irene en keerde enkele jaren later terug naar Den Haag, waar hij nog voor Lens en VV Wilhelmus speelde. Nadien was Hoogendorp nog werkzaam als trainer in het Haagse amateurvoetbal.

## Statistieken
| Seizoen         | Club            | Competitie      | Competitie | Competitie | Beker | Beker | Overige | Overige | Totaal | Totaal |
| Seizoen         | Club            | Competitie      | Wed.       | Dlp.       | Wed.  | Dlp.  | Wed.    | Dlp.    | Wed.   | Dlp.   |
| --------------- | --------------- | --------------- | ---------- | ---------- | ----- | ----- | ------- | ------- | ------ | ------ |
| 1972/73         | FC VVV          | Eerste divisie  | 3          | 0          | 0     | 0     | —       | —       | 3      | 0      |
| 1973/74         | FC VVV          | Eerste divisie  | 0          | 0          | 0     | 0     | —       | —       | 0      | 0      |
| Carrière totaal | Carrière totaal | Carrière totaal | 3          | 0          | 0     | 0     | 0       | 0       | 3      | 0      |

## Persoonlijk
Dick Hoogendorp's zoon Rick is later eveneens profvoetballer geweest.